# 쿠반 카자크
쿠반 카자크(러시아어: кубанские казаки, 우크라이나어: кубанські козаки)는 러시아 쿠반 지역에 기반을 둔 카자크를 말한다. 대부분 18세기 후반에 북캅카스 서부에 재정착한 다양한 집단 출신의 수십만 명에 달하는 카자크들로부터 기원하였다. 1860년 러시아 제국이 이들을 통제하기 위한 쿠반 카자크 군단을 창설하였다. 러시아 내전이 발발하자 1918년 쿠반 카자크들은 쿠반 인민공화국을 선포하고 내전의 남부 전역(戰域)에서 핵심적인 역할을 했다. 내전에서 적군이 승리한 이후 1919년부터 1933년까지 쿠반 카자크는 탈카자크화로 불리는 소련의 정책적 탄압을 받았다. 제2차 세계대전이 일어났을 때 쿠반 카자크는 일부는 소련군, 일부는 독일군 측에 붙어 싸웠다. 1990년 소련 붕괴 이후 쿠반 카자크 군단은 재창설되었다.

## 같이 보기
- 카자크
  - 돈 카자크
  - 자포로자 코자크
- 쿠반 우크라이나인
- 체르케스인 집단학살